# Primeira Cruz

Primeira Cruz este un oraș în unitatea federativă Maranhão (MA), Brazilia.